# NGC 4874
NGC 4874 ist eine sehr große elliptische Galaxie vom Hubble-Typ cD im Sternbild Haar der Berenike am Nordsternhimmel, die schätzungsweise 321 Millionen Lichtjahre von der Milchstraße entfernt ist. Die Galaxie ist etwa zehnmal größer als die Milchstraße und befindet sich im Zentrum des Coma-Galaxienhaufens, in ihrem Halo finden sich über 30.000 Kugelsternhaufen.
Sie ist vom Typus der cD-Galaxien und dominiert – zusammen mit einer zweiten Riesengalaxie namens NGC 4889 – das Schwerefeld des Galaxienhaufens. Die beiden Sternsysteme haben ein hohes Alter und sind wahrscheinlich aus der Verschmelzung mehrerer kleiner Spiralgalaxien entstanden.
Das Objekt wurde am 5. Mai 1864 von dem deutsch-dänischen Astronomen Heinrich Ludwig d’Arrest entdeckt.